# Institut for Kemi
Institut for Kemi eller DTU Kemi er et institut på Danmarks Tekniske Universitet ved Kongens Lyngby, der beskæftiger sig med kemi. DTU Kemi har til huse i bygning 206, 207, 209, 211 og 212 på campus.
Der er i alt 17 professorer tilknyttet instituttet; Kristoffer Almdal, Marts Hartvig Clausen, Sonia Coriani, Jens Øllgaard Duus, Rasmus Fehrmann (Professor MSO), Pernille Harris, Søren Kegnæs, Kasper Planeta Kepp, Robert Madsen, Klaus Braagaard Møller, Günther H.J. Peters, Anders Riisager, Erling Halfdan Stenby (institutdirektør), David Ackland Tanner, Esben Thormann, Jingdong Zhang og Jens Ulstrup (professor emeritus).

## Forskning og uddannelse
DTU Kemi tilbyder uddannelse Kemi og Teknologi for bachelorniveau og kandidatniveau for Anvendt Kemi. Samt for ph.d'er og diplomingeniørstuderende på Kemi og Bioeknologi.
Derudover indgår instituttet også i Bioteknologi- og Miljøteknologiuddannelsen. På Kemisk og Biokemisk Teknologi spiller instituttet ligeledes en central rolle.
Forskningen er delt ind i tre hovedgrupper

### Fysisk Kemi
- Analytisk kemi
- Fysisk og Biofysisk kemi
- Proteinkrystallografi
- Ramanspektroskopi
- Røntgenkrystallografi

### Organisk Kemi
- Kemisk biologi
- Molekylær modellering
- NMR-spektroskopi

### Uorganisk Kemi
- Energi og materiale kemi
- Center for Katalyse og bæredygtig kemi (CSC)
- Metalloproteinkemi
- Nanokemi
- Katalyse

## Kontrovers
I 2009 var instituttet centrum for en kontrovers, da det viste sig tidligere institutdirektør Ole W. Sørensen var højtstående medlem i Scientology. En forsker på instituttet blev truet med fyring, da han udtalte sig kritisk til pressen om Ole Sørensen, efter en trivselsundersøgelse der gav meget ringe karakterer til institutlederen blev holdt hemmelig. Ledelsen på universitetet blev efterfølgende anklaget for at krænke ytringsfriheden. og Ole Sørensen for at bruge "Scientology-metoder" ved at true med fyring og give medarbejdere mundkurv på.
Ole W. Sørensen blev efterfulgt af Erling Halfdan Stenby 1. maj 2012.